# Cantando por un sueño (dal)
A Cantando por un sueño (jelentése spanyolul: ’Éneklés egy álomért’) Thalía 2006 év elején megjelent rádiós kislemeze, illetve az azonos című televíziós dalverseny betétdala volt Mexikóban. A dal stílusa pop-rock, szerzője és producere a kolumbiai Estéfano, felvétele 2005. decemberben készült. Szövege egy álmodozó lányról szól, akinek minden vágya, hogy megnyerje a dalversenyt és híres sztár legyen belőle.
Megjelenése után az énekesnő úgy döntött, hogy a dal kedvéért 2006 nyarán újra kiadja El sexto sentido című albumát Re+Loaded („Újratöltve”) alcímmel, amelyre ezen kívül még három új zeneszám is felkerült. A különkiadás borítóját is újratervezték, továbbá lekerültek róla az angol nyelvű változatok és a Loca című dal.

## A videóklip
A Cantando por un sueño videóklipjét, amely egyben a show kezdőtémája is, 2005. december 9-én forgatták a Televisa társaság San Ángel stúdiókomplexumában Mexikóvárosban. A klipben Thalía egy diáklányt alakít, aki elképzeli, hogy jelentkezik egy televíziós dalverseny válogatására, majd a végén győztesen kerül ki a versenyen. A jelenetek egy részét az utcán („sorbanállás a jelentkezőkkel”), másik részét a stúdióban vették fel; Thalía négyféle öltözetben jelenik meg.

## A show
2006. január 8-án Thalía ismét Mexikóba utazott, hogy a Cantando por un sueño első adását fellépésével megnyissa mint a show „tiszteletbeli háziasszonya”. A fellépésen ugyanazt az öltözetet viselte, mint a dal videóklipjében. Ekkor jelentette be az El sexto sentido című album különkiadását is, melyre a dal felkerülne. Jelenlétének köszönhetően a műsor nézettségi rekordokat döntött.

## Külső hivatkozások
- Cantando por un sueño. YouTube
- Cantando por un sueño az AllMusicon
- Thalía en el arranque de Cantando por un sueño (El Universal Online) Archiválva 2006. január 11-i dátummal a Wayback Machine-ben
- ’Cantando por un sueño’ inicia con triple sentencia (EsMás.com)